# Ciclismo ai Giochi della XVI Olimpiade - Velocità
La competizione della velocità di ciclismo dei Giochi della XVI Olimpiade si tenne dal 3 al 6 dicembre 1956 al Olympic Park Velodrome di Melbourne, in Australia.

## Programma
| Data            | Round            | Note                                                                               |
| --------------- | ---------------- | ---------------------------------------------------------------------------------- |
| 3 dicembre 1956 | Batterie         | Il vincitore di ogni serie ai quarti di finale. I restanti migliori 8 ai recuperi. |
| 3 dicembre 1956 | Recuperi         | Il vincitore di ogni serie alle finali recuperi.                                   |
| 3 dicembre 1956 | Finali Recuperi  | Il vincitore di ogni serie ai quarti di finale.                                    |
| 4 dicembre 1956 | Quarti di finale | Il vincitore di ogni serie alle semifinali.                                        |
| 4 dicembre 1956 | Semifinali       | Il vincitore di ogni serie alla finale. I perdenti al 3 e 4 posto.                 |
| 6 dicembre 1956 | Finali           |                                                                                    |

## Risultati

### Batterie
| Serie | Pos. | Atleta                     | Nazione           | Tempo | Note |
| ----- | ---- | -------------------------- | ----------------- | ----- | ---- |
| 1     | 1    | Dick Ploog                 | Australia         | 11"4  | Q    |
| 1     | 2    | Evrard Godefroid           | Belgio            |       | R    |
| 1     | 3    | León Mejía                 | Colombia          |       | R    |
| 1     | 4    | Lê Văn Phươc               | Vietnam del Sud   |       |      |
| 2     | 1    | Michel Rousseau            | Francia           | 11"6  | Q    |
| 2     | 2    | Hylton Mitchell            | Trinidad e Tobago |       | R    |
| 2     | 3    | Shazada Muhammad Shah-Rukh | Pakistan          |       | R    |
| 3     | 1    | Jack Disney                | Stati Uniti       | 13"0  | Q    |
| 3     | 2    | Keith Harrison             | Gran Bretagna     |       |      |
| 3     | 3    | Günther Ziegler            | Germania          |       |      |
| 4     | 1    | Guglielmo Pesenti          | Italia            | 11"8  | Q    |
| 4     | 2    | Hernán Masanés             | Cile              |       | R    |
| 4     | 3    | Fred Markus                | Canada            |       |      |
| 5     | 1    | Ladislav Fouček            | Cecoslovacchia    | 12"4  | Q    |
| 5     | 2    | Warren Johnston            | Nuova Zelanda     |       | R    |
| 5     | 3    | Paul Nyman                 | Finlandia         |       |      |
| 6     | 1    | Boris Romanov              | Unione Sovietica  | 12"4  | Q    |
| 6     | 2    | Thomas Shardelow           | Sudafrica         |       | R    |
| 6     | 3    | Anésio Argenton            | Brasile           |       | R    |

### Recuperi
| Serie | Pos. | Atleta                     | Nazione           | Tempo | Note |
| ----- | ---- | -------------------------- | ----------------- | ----- | ---- |
| 1     | 1    | Evrard Godefroid           | Belgio            | ND    | Q    |
| 1     | 2    | Shazada Muhammad Shah-Rukh | Pakistan          |       |      |
| 2     | 1    | Thomas Shardelow           | Sudafrica         | 12"8  | Q    |
| 2     | 2    | León Mejía                 | Colombia          |       |      |
| 3     | 1    | Anésio Argenton            | Brasile           | 13"0  | Q    |
| 3     | 2    | Hylton Mitchell            | Trinidad e Tobago |       |      |
| 4     | 1    | Warren Johnston            | Nuova Zelanda     | 12"4  | Q    |
| 4     | 2    | Hernán Masanés             | Cile              |       |      |

### Finali Recuperi
| Serie | Pos. | Atleta           | Nazione       | Tempo | Note |
| ----- | ---- | ---------------- | ------------- | ----- | ---- |
| 1     | 1    | Warren Johnston  | Nuova Zelanda | 12"0  | Q    |
| 1     | 2    | Evrard Godefroid | Belgio        |       |      |
| 2     | 1    | Thomas Shardelow | Sudafrica     | 12"6  | Q    |
| 2     | 2    | Anésio Argenton  | Brasile       |       |      |

### Quarti di finale
| Serie | Pos. | Atleta            | Nazione          | 1ª manche | 2ª manche | 3ª manche | Note |
| ----- | ---- | ----------------- | ---------------- | --------- | --------- | --------- | ---- |
| 1     | 1    | Michel Rousseau   | Francia          | 12"6      | 11"4      |           | Q    |
| 1     | 2    | Thomas Shardelow  | Sudafrica        |           |           |           |      |
| 2     | 1    | Dick Ploog        | Australia        | 12"4      | 11"6      |           | Q    |
| 2     | 2    | Jack Disney       | Stati Uniti      |           |           |           |      |
| 3     | 1    | Guglielmo Pesenti | Italia           | 11"8      | 12"8      |           | Q    |
| 3     | 2    | Ladislav Fouček   | Cecoslovacchia   |           |           |           |      |
| 4     | 1    | Warren Johnston   | Nuova Zelanda    | 11"4      |           | 12"0      | Q    |
| 4     | 2    | Boris Romanov     | Unione Sovietica |           | 12"0      |           |      |

### Semifinali
| Serie | Pos. | Atleta            | Nazione       | 1ª manche | 2ª manche | 3ª manche | Note |
| ----- | ---- | ----------------- | ------------- | --------- | --------- | --------- | ---- |
| 1     | 1    | Michel Rousseau   | Francia       | 11"4      | 12"2      |           | Q    |
| 1     | 2    | Warren Johnston   | Nuova Zelanda |           |           |           |      |
| 2     | 1    | Guglielmo Pesenti | Italia        | 11"6      |           | 12"2      | Q    |
| 2     | 2    | Dick Ploog        | Australia     |           | 12"2      |           |      |

### Finali
| Serie   | Pos.    | Atleta            | Nazione       | 1ª manche | 2ª manche |
| ------- | ------- | ----------------- | ------------- | --------- | --------- |
| 1º & 2º | Oro     | Michel Rousseau   | Francia       | 11"4      | 11"4      |
| 1º & 2º | Argento | Guglielmo Pesenti | Italia        |           |           |
| 3º & 4º | Bronzo  | Dick Ploog        | Australia     | 11"6      | 11"4      |
| 3º & 4º | 4       | Warren Johnston   | Nuova Zelanda |           |           |